# Hanguk Kiwon
La Hanguk Kiwon (한국기원?), nota anche col nome inglese di Korea Baduk Association, è la federazione che si occupa di regolare il gioco del go ("baduk" in coreano) a livello professionistico nella Corea del Sud; emette diplomi ufficiali per giocatori forti e organizza tornei per professionisti. È stata fondata nel novembre 1945 da Cho Namchul.
Il Go è un gioco che presente in Corea sin dal V secolo; sebbene abbia avuto origine in Cina, ma l'Occidente ha più familiarità con il nome giapponese di Go, perché i giapponesi furono i primi a introdurlo in Occidente.
La maggior parte dei giocatori coreani seguiva lo stile "sunjang", che consiste nel posizionare sul goban ("tavoliere") sedici pietre - otto bianche e otto nere - secondo uno schema prestabilito; Cho Namchul sapeva che i giocatori internazionali iniziavano con un tavoliere vuoto come in Giappone poiché il Giappone fu il primo a introdurre il gioco in Occidente, per questo formando l'associazione, decise di convincere i giocatori coreani a utilizzare lo stile "moderno".